# Filippo Maria Visconti
Filippo Maria Visconti (Milaan, 3 september 1392 — aldaar, 13 augustus 1447) was de vijfde zoon van Gian Galeazzo Visconti en werd hertog van Milaan.

## Levensloop
In 1402 volgde hij zijn vader op als heerser over Pavia. Hij had weinig macht of invloed, en werd als een soort gijzelaar vastgehouden door de echte machthebbers in Pavia.
In 1412 volgde hij zijn broer op als hertog van Milaan. Hij ontnam de macht aan de samenzweerders die het einde van zijn broer hadden bewerkstelligd. De grote steun van zijn broer, Facino Cane de Casale, was dezelfde dag als hertog Gian Maria (van ziekte) gestorven. Filippo had het briljante idee onmiddellijk, nog voor Cane begraven was, te trouwen met de twintig jaar oudere weduwe, Beatrice Tende, die schatrijk was. Ze bezat daarnaast haar eigen leger dat garnizoen hield in verschillende steden. Met de 400.000 florijnen die hij ter beschikking kreeg, kon Visconti steden en personen in zijn kamp krijgen. Hij deelde geld uit aan de beschikbare soldaten en ze trokken op om Milaan te veroveren. Het familielid Astor Visconti werd voor Como verslagen en op 16 juni 1413 gaf Milaan zich aan Filippo over.
Visconti was een begenadigd politicus. Hij voerde onmiddellijk actie om de Viscontimacht over heel Lombardije te herstellen, zoals ze was onder zijn vader. Weliswaar leek hij eerder vreesachtig. Hij verliet nooit zijn paleis en had weinig contacten met de bevolking of met zijn legers. Maar hij slaagde erin grote condottieri in te huren, in de eerste plaats Carmagnola, maar ook Piccinino en Francesco Sforza die voor hem heel Lombardije heroverden.
Weldra liep het verkeerd. In 1418 liet hij zijn vrouw onthoofden, op de lasterlijke beschuldiging van echtbreuk. In 1425 dankte hij Carmagnola af, die onmiddellijk de rangen van de vijanden vervoegde, met name de Venetianen en de Florentijnen. In 1428 hertrouwde hij met Maria van Savoye maar dit huwelijk bleef kinderloos.
De volgende jaren nam Filippo verschillende condottieri in dienst die hem soms overwinningen opleverden, maar soms ook nederlagen, zonder dat zijn troon echter in gevaar kwam. Hij speelde de ene tegen de andere uit, en soms werden ze ruim erkend, soms vielen ze in ongenade. In 1441 leek hij de voorkeur te geven aan Francesco Sforza om zijn opvolger te worden en hij liet hem trouwen met Blanka, zijn natuurlijke dochter die hij had erkend. Dit belette niet dat Sforza nog enkele malen in ongenade viel en tegen zijn schoonvader moest ten strijde trekken.
Filippo stierf aan een ziekte in 1447, als laatste mannelijke erfgenaam van de Visconti's. Na de betrekkelijke korte periode van de Ambrosiaanse Republiek werd hij als hertog opgevolgd door zijn condottiere en schoonzoon Francesco Sforza, die aan het begin stond van een roemrijk geslacht dat zich met Milaan zou vereenzelvigen. Francesco Sforza was gehuwd met Bianca Maria Visconti, dochter van Filippo Maria Visconti en diens maîtresse Agnese del Maino.

## Portretten

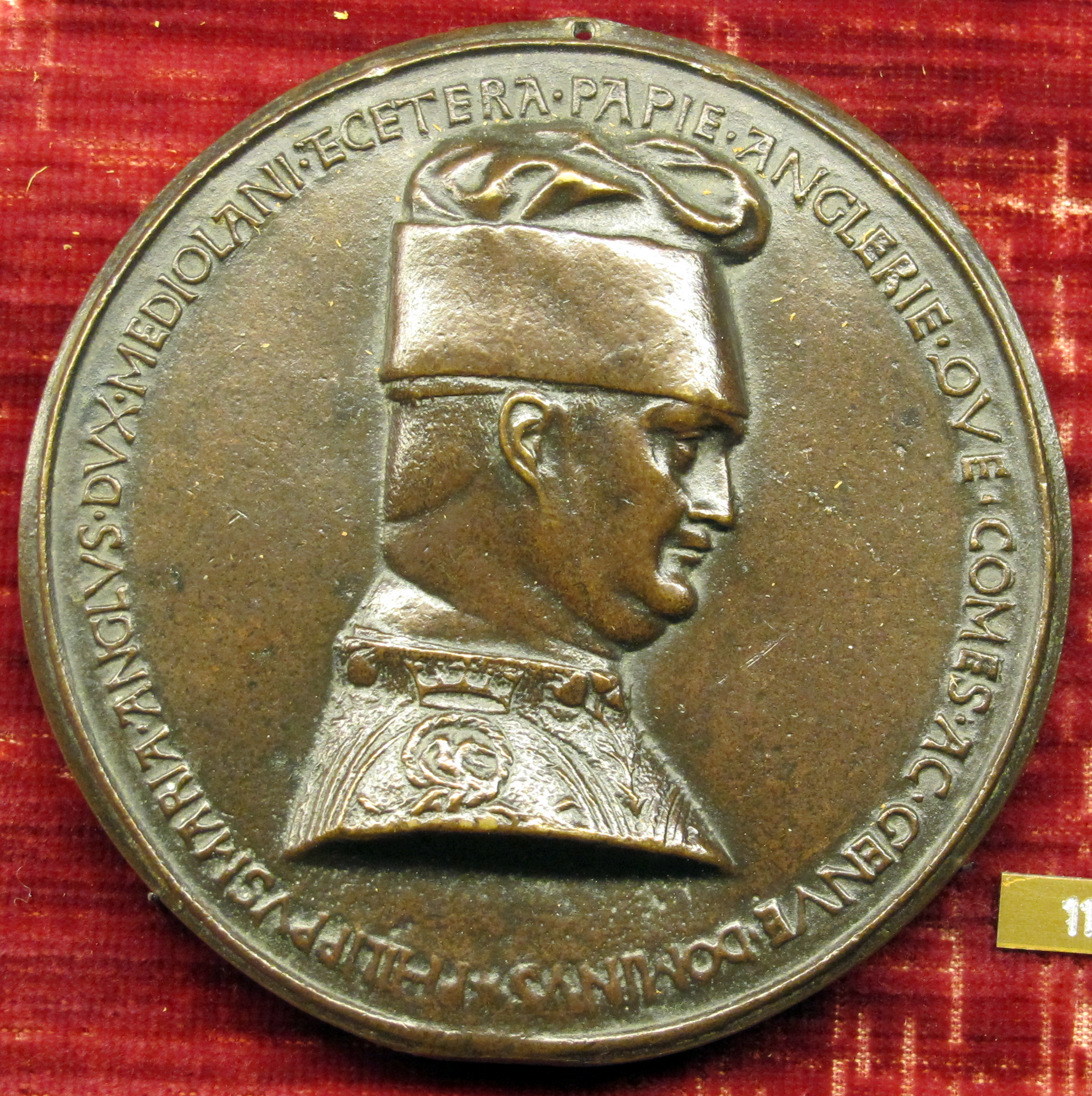
Pisanello, Medaille van Filippo Maria Visconti
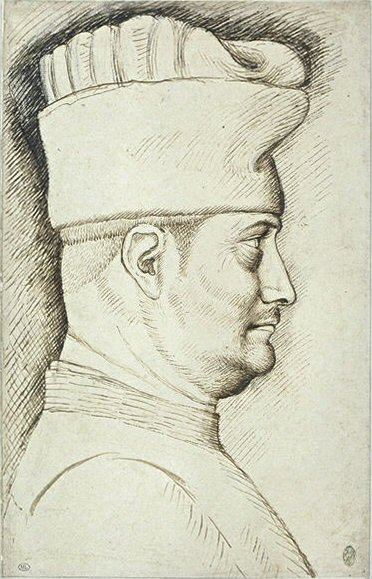
Pisanello, Portret in profiel van Filippo Maria Visconti, Codex Vallardi 2484, pen en bruine inkt op papier, 29,1 × 18,7 cm, Louvre, Parijs

## Kwartierstaat (voorouders)
| Aymon van Savoye (1291-1343) | Aymon van Savoye (1291-1343) | Aymon van Savoye (1291-1343) | Aymon van Savoye (1291-1343) | Aymon van Savoye (1291-1343)   | Aymon van Savoye (1291-1343)   |                                |                                | Jolanda van Montferrat (1291-1343) | Jolanda van Montferrat (1291-1343) | Jolanda van Montferrat (1291-1343) | Jolanda van Montferrat (1291-1343) | Jolanda van Montferrat (1291-1343) | Jolanda van Montferrat (1291-1343) |                                    |                                    | Stefano Visconti (1287-1327)     | Stefano Visconti (1287-1327)     | Stefano Visconti (1287-1327)     | Stefano Visconti (1287-1327)     | Stefano Visconti (1287-1327)     | Stefano Visconti (1287-1327)     |  |  | Valentina Doria (ca. 1290-1359)       | Valentina Doria (ca. 1290-1359)       | Valentina Doria (ca. 1290-1359)       | Valentina Doria (ca. 1290-1359)       | Valentina Doria (ca. 1290-1359)       | Valentina Doria (ca. 1290-1359)       |                                    |                                    | Mastino II, heer van Verona en Vicenza (1308-1351) | Mastino II, heer van Verona en Vicenza (1308-1351) | Mastino II, heer van Verona en Vicenza (1308-1351) | Mastino II, heer van Verona en Vicenza (1308-1351) | Mastino II, heer van Verona en Vicenza (1308-1351) | Mastino II, heer van Verona en Vicenza (1308-1351) |                                          |                                          | Taddea da Carrara (overleden in 1375)    | Taddea da Carrara (overleden in 1375)    | Taddea da Carrara (overleden in 1375) | Taddea da Carrara (overleden in 1375) | Taddea da Carrara (overleden in 1375) | Taddea da Carrara (overleden in 1375) |
| Aymon van Savoye (1291-1343) | Aymon van Savoye (1291-1343) | Aymon van Savoye (1291-1343) | Aymon van Savoye (1291-1343) | Aymon van Savoye (1291-1343)   | Aymon van Savoye (1291-1343)   |                                |                                | Jolanda van Montferrat (1291-1343) | Jolanda van Montferrat (1291-1343) | Jolanda van Montferrat (1291-1343) | Jolanda van Montferrat (1291-1343) | Jolanda van Montferrat (1291-1343) | Jolanda van Montferrat (1291-1343) |                                    |                                    | Stefano Visconti (1287-1327)     | Stefano Visconti (1287-1327)     | Stefano Visconti (1287-1327)     | Stefano Visconti (1287-1327)     | Stefano Visconti (1287-1327)     | Stefano Visconti (1287-1327)     |  |  | Valentina Doria (ca. 1290-1359)       | Valentina Doria (ca. 1290-1359)       | Valentina Doria (ca. 1290-1359)       | Valentina Doria (ca. 1290-1359)       | Valentina Doria (ca. 1290-1359)       | Valentina Doria (ca. 1290-1359)       |                                    |                                    | Mastino II, heer van Verona en Vicenza (1308-1351) | Mastino II, heer van Verona en Vicenza (1308-1351) | Mastino II, heer van Verona en Vicenza (1308-1351) | Mastino II, heer van Verona en Vicenza (1308-1351) | Mastino II, heer van Verona en Vicenza (1308-1351) | Mastino II, heer van Verona en Vicenza (1308-1351) |                                          |                                          | Taddea da Carrara (overleden in 1375)    | Taddea da Carrara (overleden in 1375)    | Taddea da Carrara (overleden in 1375) | Taddea da Carrara (overleden in 1375) | Taddea da Carrara (overleden in 1375) | Taddea da Carrara (overleden in 1375) |
|                              |                              |                              |                              |                                |                                |                                |                                |                                    |                                    |                                    |                                    |                                    |                                    |                                    |                                    |                                  |                                  |                                  |                                  |                                  |                                  |  |  |                                       |                                       |                                       |                                       |                                       |                                       |                                    |                                    |                                                    |                                                    |                                                    |                                                    |                                                    |                                                    |                                          |                                          |                                          |                                          |                                       |                                       |                                       |                                       |
|                              |                              |                              |                              |                                |                                |                                |                                |                                    |                                    |                                    |                                    |                                    |                                    |                                    |                                    |                                  |                                  |                                  |                                  |                                  |                                  |  |  |                                       |                                       |                                       |                                       |                                       |                                       |                                    |                                    |                                                    |                                                    |                                                    |                                                    |                                                    |                                                    |                                          |                                          |                                          |                                          |                                       |                                       |                                       |                                       |
|                              |                              |                              |                              | Blanche van Savoie (1336-1387) | Blanche van Savoie (1336-1387) | Blanche van Savoie (1336-1387) | Blanche van Savoie (1336-1387) | Blanche van Savoie (1336-1387)     | Blanche van Savoie (1336-1387)     |                                    |                                    |                                    |                                    |                                    |                                    | Galeazzo II Visconti (1320-1378) | Galeazzo II Visconti (1320-1378) | Galeazzo II Visconti (1320-1378) | Galeazzo II Visconti (1320-1378) | Galeazzo II Visconti (1320-1378) | Galeazzo II Visconti (1320-1378) |  |  | Bernabò Visconti (ca. 1319/1322-1385) | Bernabò Visconti (ca. 1319/1322-1385) | Bernabò Visconti (ca. 1319/1322-1385) | Bernabò Visconti (ca. 1319/1322-1385) | Bernabò Visconti (ca. 1319/1322-1385) | Bernabò Visconti (ca. 1319/1322-1385) |                                    |                                    |                                                    |                                                    |                                                    |                                                    | Beatrice della Scala (overleden in 1384)           | Beatrice della Scala (overleden in 1384)           | Beatrice della Scala (overleden in 1384) | Beatrice della Scala (overleden in 1384) | Beatrice della Scala (overleden in 1384) | Beatrice della Scala (overleden in 1384) |                                       |                                       |                                       |                                       |
|                              |                              |                              |                              | Blanche van Savoie (1336-1387) | Blanche van Savoie (1336-1387) | Blanche van Savoie (1336-1387) | Blanche van Savoie (1336-1387) | Blanche van Savoie (1336-1387)     | Blanche van Savoie (1336-1387)     |                                    |                                    |                                    |                                    |                                    |                                    | Galeazzo II Visconti (1320-1378) | Galeazzo II Visconti (1320-1378) | Galeazzo II Visconti (1320-1378) | Galeazzo II Visconti (1320-1378) | Galeazzo II Visconti (1320-1378) | Galeazzo II Visconti (1320-1378) |  |  | Bernabò Visconti (ca. 1319/1322-1385) | Bernabò Visconti (ca. 1319/1322-1385) | Bernabò Visconti (ca. 1319/1322-1385) | Bernabò Visconti (ca. 1319/1322-1385) | Bernabò Visconti (ca. 1319/1322-1385) | Bernabò Visconti (ca. 1319/1322-1385) |                                    |                                    |                                                    |                                                    |                                                    |                                                    | Beatrice della Scala (overleden in 1384)           | Beatrice della Scala (overleden in 1384)           | Beatrice della Scala (overleden in 1384) | Beatrice della Scala (overleden in 1384) | Beatrice della Scala (overleden in 1384) | Beatrice della Scala (overleden in 1384) |                                       |                                       |                                       |                                       |
|                              |                              |                              |                              |                                |                                |                                |                                |                                    |                                    | Gian Galeazzo Visconti (1347-1402) | Gian Galeazzo Visconti (1347-1402) | Gian Galeazzo Visconti (1347-1402) | Gian Galeazzo Visconti (1347-1402) | Gian Galeazzo Visconti (1347-1402) | Gian Galeazzo Visconti (1347-1402) |                                  |                                  |                                  |                                  |                                  |                                  |  |  |                                       |                                       |                                       |                                       |                                       |                                       | Caterina Visconti (1362-1404)      | Caterina Visconti (1362-1404)      | Caterina Visconti (1362-1404)                      | Caterina Visconti (1362-1404)                      | Caterina Visconti (1362-1404)                      | Caterina Visconti (1362-1404)                      |                                                    |                                                    |                                          |                                          |                                          |                                          |                                       |                                       |                                       |                                       |
|                              |                              |                              |                              |                                |                                |                                |                                |                                    |                                    | Gian Galeazzo Visconti (1347-1402) | Gian Galeazzo Visconti (1347-1402) | Gian Galeazzo Visconti (1347-1402) | Gian Galeazzo Visconti (1347-1402) | Gian Galeazzo Visconti (1347-1402) | Gian Galeazzo Visconti (1347-1402) |                                  |                                  |                                  |                                  |                                  |                                  |  |  |                                       |                                       |                                       |                                       |                                       |                                       | Caterina Visconti (1362-1404)      | Caterina Visconti (1362-1404)      | Caterina Visconti (1362-1404)                      | Caterina Visconti (1362-1404)                      | Caterina Visconti (1362-1404)                      | Caterina Visconti (1362-1404)                      |                                                    |                                                    |                                          |                                          |                                          |                                          |                                       |                                       |                                       |                                       |
|                              |                              |                              |                              |                                |                                |                                |                                |                                    |                                    |                                    |                                    |                                    |                                    |                                    |                                    |                                  |                                  |                                  |                                  |                                  |                                  |  |  |                                       |                                       |                                       |                                       |                                       |                                       |                                    |                                    |                                                    |                                                    |                                                    |                                                    |                                                    |                                                    |                                          |                                          |                                          |                                          |                                       |                                       |                                       |                                       |
|                              |                              |                              |                              |                                |                                |                                |                                |                                    |                                    |                                    |                                    |                                    |                                    |                                    |                                    |                                  |                                  |                                  |                                  |                                  |                                  |  |  |                                       |                                       |                                       |                                       |                                       |                                       |                                    |                                    |                                                    |                                                    |                                                    |                                                    |                                                    |                                                    |                                          |                                          |                                          |                                          |                                       |                                       |                                       |                                       |
|                              |                              |                              |                              |                                |                                |                                |                                |                                    |                                    |                                    |                                    |                                    |                                    | Gian Maria Visconti (1388-1412)    | Gian Maria Visconti (1388-1412)    | Gian Maria Visconti (1388-1412)  | Gian Maria Visconti (1388-1412)  | Gian Maria Visconti (1388-1412)  | Gian Maria Visconti (1388-1412)  |                                  |                                  |  |  |                                       |                                       | Filippo Maria Visconti (1392-1447)    | Filippo Maria Visconti (1392-1447)    | Filippo Maria Visconti (1392-1447)    | Filippo Maria Visconti (1392-1447)    | Filippo Maria Visconti (1392-1447) | Filippo Maria Visconti (1392-1447) |                                                    |                                                    |                                                    |                                                    |                                                    |                                                    |                                          |                                          |                                          |                                          |                                       |                                       |                                       |                                       |